# Arpediothrips mojave
Arpediothrips mojave är en insektsart som beskrevs av Ian A. Hood 1927. Arpediothrips mojave ingår i släktet Arpediothrips och familjen smaltripsar. Inga underarter finns listade i Catalogue of Life.